# العلاقات الغيانية المنغولية
العلاقات الغيانية المنغولية هي العلاقات الثنائية التي تجمع بين غيانا ومنغوليا.

## مقارنة بين البلدين
هذه مقارنة عامة ومرجعية للدولتين:
| وجه المقارنة                                              | غيانا        | منغوليا         |
| --------------------------------------------------------- | ------------ | --------------- |
| المساحة (كم2)                                             | 214.97 ألف   | 1.57 مليون      |
| عدد السكان (نسمة)                                         | 777.86 ألف   | 3.08 مليون      |
| الكثافة السكانية (ن./كم²)                                 | 3.62         | 1.96            |
| العاصمة                                                   | جورج تاون    | أولان باتور     |
| اللغة الرسمية                                             | لغة إنجليزية | اللغة المنغولية |
| العملة                                                    | دولار غياني  | توغروغ منغولي   |
| الناتج المحلي الإجمالي (بليون دولار)                      | 3.68 مليار   | 11.49 مليار     |
| الناتج المحلي الإجمالي (تعادل القوة الشرائية) بليون دولار | 5.77 مليار   | 36.16 مليار     |
| الناتج المحلي الإجمالي الاسمي للفرد دولار أمريكي          | 4.13 ألف     | 3.97 ألف        |
| الناتج المحلي الإجمالي للفرد دولار أمريكي                 |              | 11.95 ألف       |
| مؤشر التنمية البشرية                                      |              | 0.727           |
| رمز المكالمات الدولي                                      | +592         | +976            |
| رمز الإنترنت                                              | .gy          | .mn             |
| المنطقة الزمنية                                           | 00           | ت ع م+08:00     |

## منظمات دولية مشتركة
يشترك البلدان في عضوية مجموعة من المنظمات الدولية، منها:
| علم المنظمة | اسم المنظمة                               | تاريخ انضمام غيانا | تاريخ انضمام منغوليا |
| ----------- | ----------------------------------------- | ------------------ | -------------------- |
|             | مؤسسة التنمية الدولية                     | 4 يناير 1967       | 14 فبراير 1991       |
|             | يونسكو                                    | 21 مارس 1967       | 1 نوفمبر 1962        |
|             | وكالة ضمان الاستثمار متعدد الأطراف        | 18 يناير 1989      | 21 يناير 1999        |
|             | الأمم المتحدة                             | 20 سبتمبر 1966     | 27 أكتوبر 1961       |
|             | الاتحاد البريدي العالمي                   | ?                  | ?                    |
|             | البنك الدولي للإنشاء والتعمير             | 26 سبتمبر 1966     | 14 فبراير 1991       |
|             | الاتحاد الدولي للاتصالات                  | 8 مارس 1967        | 27 أغسطس 1964        |
|             | منظمة حظر الأسلحة الكيميائية              | ?                  | ?                    |
|             | مؤسسة التمويل الدولية                     | 4 يناير 1967       | 14 فبراير 1991       |
|             | المركز الدولي لتسوية المنازعات الاستشارية | 10 أغسطس 1969      | 14 يوليو 1991        |
|             | منظمة التجارة العالمية                    | ?                  | ?                    |
|             | منظمة الشرطة الجنائية الدولية             | ?                  | ?                    |

## وصلات خارجية
- موقع وزارة الخارجية الغيانية
- موقع وزارة الخارجية المنغولية